# Mahmoud El-Nigero
Mahmoud El-Nigero (àrab: محمود النيجرو)  (Egipte, valor desconegut - segle XX) fou un futbolista egipci de la dècada de 1930.
Fou internacional amb la selecció d'Egipte amb la qual participà en la Copa del Món de futbol de 1934.
Pel que fa a clubs, destacà a Cairo Shourta Police.